# St.-Michaelis-Kirche (Weßmar)

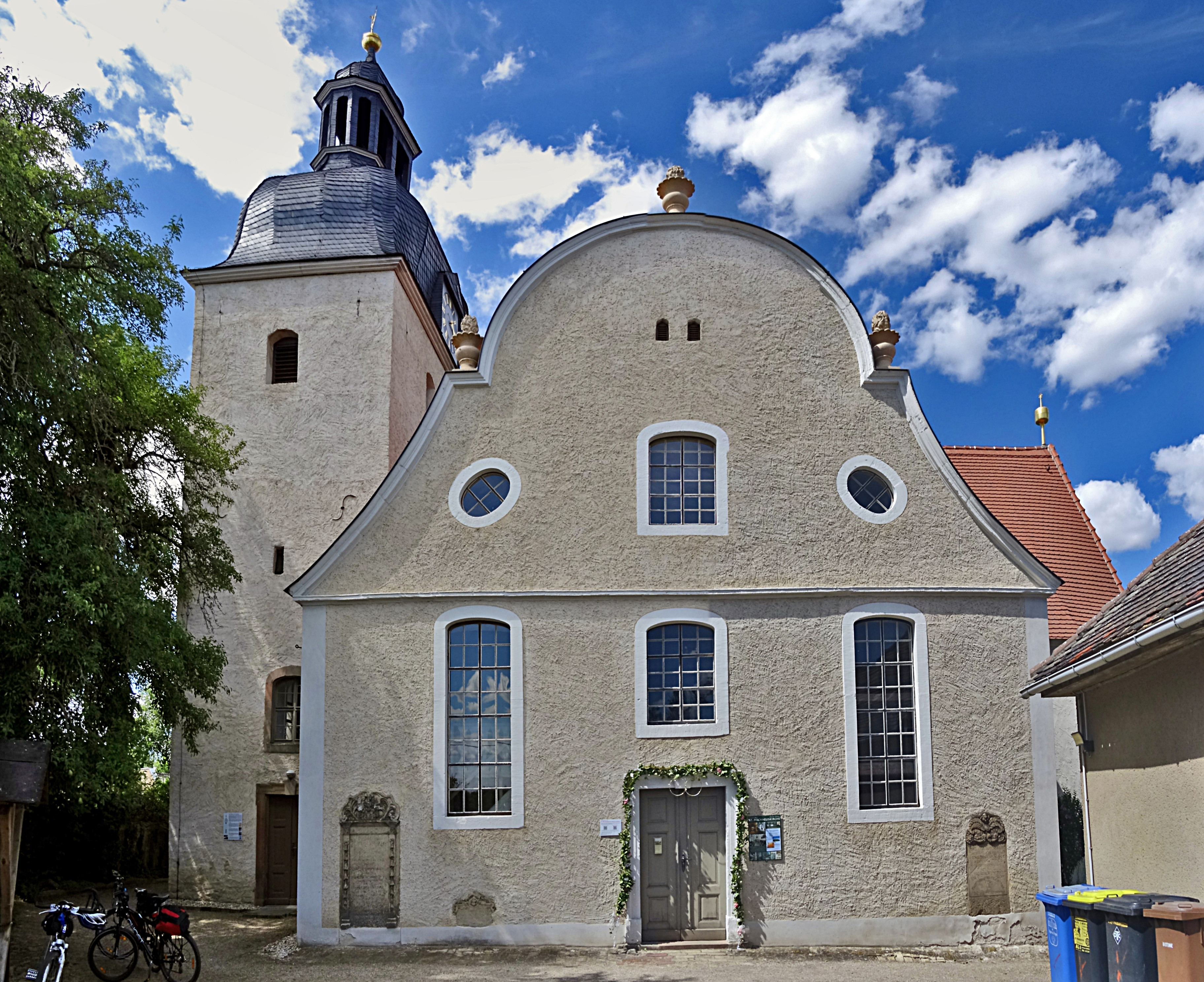
Barockkirche St. Michaelis

Die Sankt-Michaelis-Kirche ist eine evangelische Kirche in Raßnitz, Ortsteil Weßmar in Sachsen-Anhalt. Sie liegt am Elster-Radweg zwischen Leipzig und Halle (Saale). Sie gehört zum Pfarrbereich Dieskau im Kirchenkreis Halle-Saalkreis der Evangelischen Kirche in Mitteldeutschland.

## Architektur

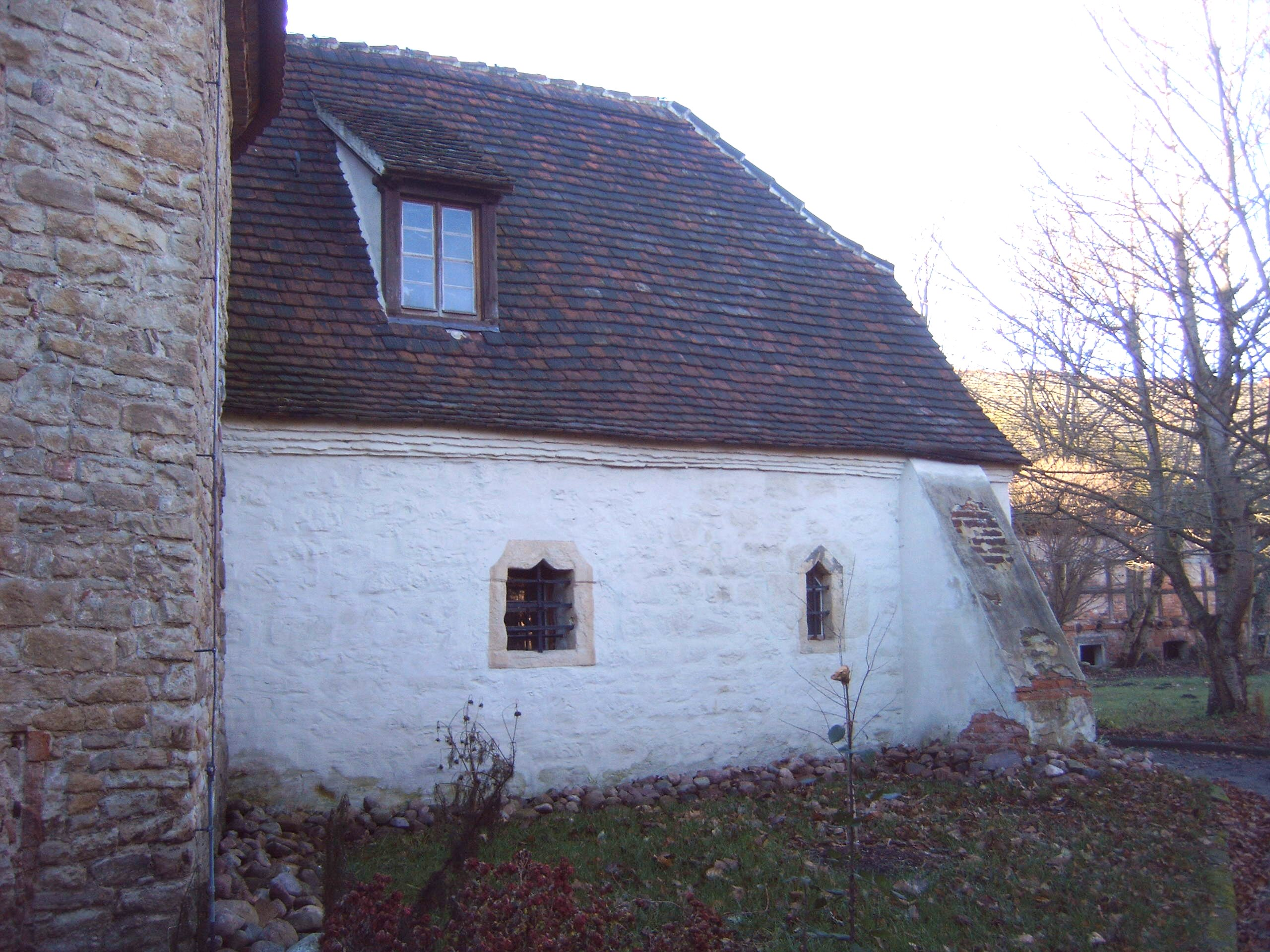
Sakristei – östliche Seite

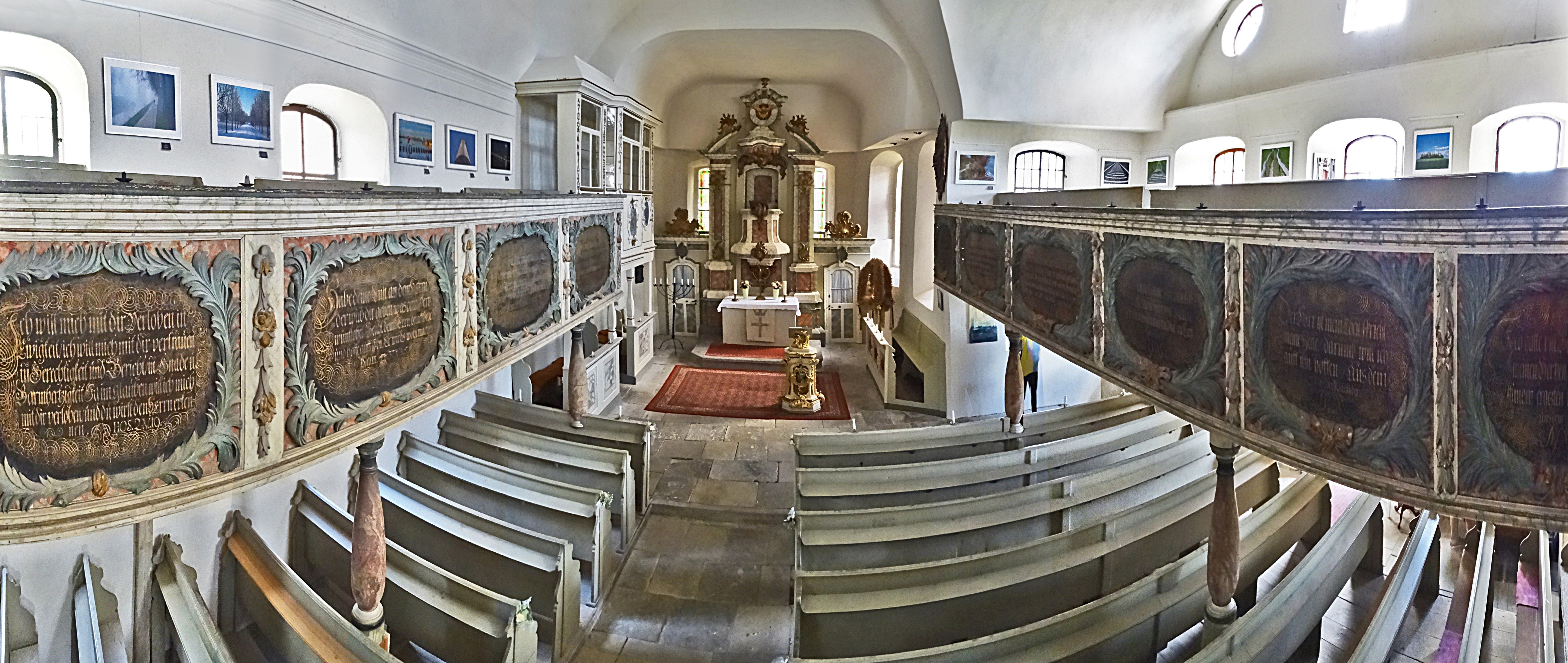
Innenansicht

Das spätgotische Kirchengebäude wurde im Barock (ab 2. Hälfte 17. Jh.) erheblich umgestaltet – zunächst innen, dann außen. An der Ostseite des auf rechteckigem Grundriss errichteten Kirchenschiffs befindet sich ein polygonaler Chor, der ungewöhnlicherweise über vier Seiten verfügt. Mitte des 18. Jh. wurde das Kirchenschiff über die gesamte Länge nach Süden hin verbreitert und der Haupteingang vom Turm in die Mitte dieses Anbaus verlegt, der mit einem Schweifgiebel (darauf Vasendekor) überwölbt wurde. An der Nordseite des Kirchenschiffs befindet sich die Sakristei als einziger noch erhaltener Bauteil aus der Spätgotik. Ihr Tonnengewölbe ist über eine vom Anfang des 16. Jh. stammende spitzbogige Tür (originales Türblatt) mit dem Chor verbunden.
An der Westseite befindet sich der gleichfalls auf rechteckigem Grundriss, allerdings quer zum Schiff gebaute Kirchturm. Aufgrund von Baufälligkeit wurde er 1733 neu aufgerichtet und mit doppelter, schiefergedeckter Haube bekrönt. Die zwischen den Hauben befindliche Laterne wurde während der Generalsanierung 2009 wieder geöffnet; ebenso wurde eine neue Wetterfahne aufgesetzt. Die zweiseitig sichtbare Turmuhr wurde 1906 von J. F. Weule eingebaut.

## Ausstattung
Die Decke im Kirchenschiff ist als Holztonne gefertigt und mit schlichten geometrischen Figuren (19. Jahrhundert) verziert. Der südliche, angebaute Teil des Schiffes verfügt ebenfalls über ein hölzernes Tonnengewölbe, welches jedoch quer zum Schiff verläuft. Die Decken wurden 2010 restauriert. Auf drei Seiten des Kirchenschiffes verläuft eine Empore, die in der ersten Hälfte des 17. Jahrhunderts erneuert und mit Spruchtafeln in geschnitzten Rahmen verziert wurde (original erhalten). Auf der Nordseite mündet die Empore in eine Herrschaftsloge (1717).
Bemerkenswert sind der Kanzelaltar im Chor (Rokoko, inschriftlich 1754 vollendet), der gegenüberliegend in gleicher Manier gestaltete Orgelprospekt sowie eine Taufe mit Lesepult (1993 von Hans Rothe restauriert). Geschaffen wurde das Ensemble vom Merseburger Bildhauer Johann Heinrich Agner d. J. und dem Maler A. C. Lehmann (geschnitzte Initialen über den Aufgängen zum Kanzelaltar). 

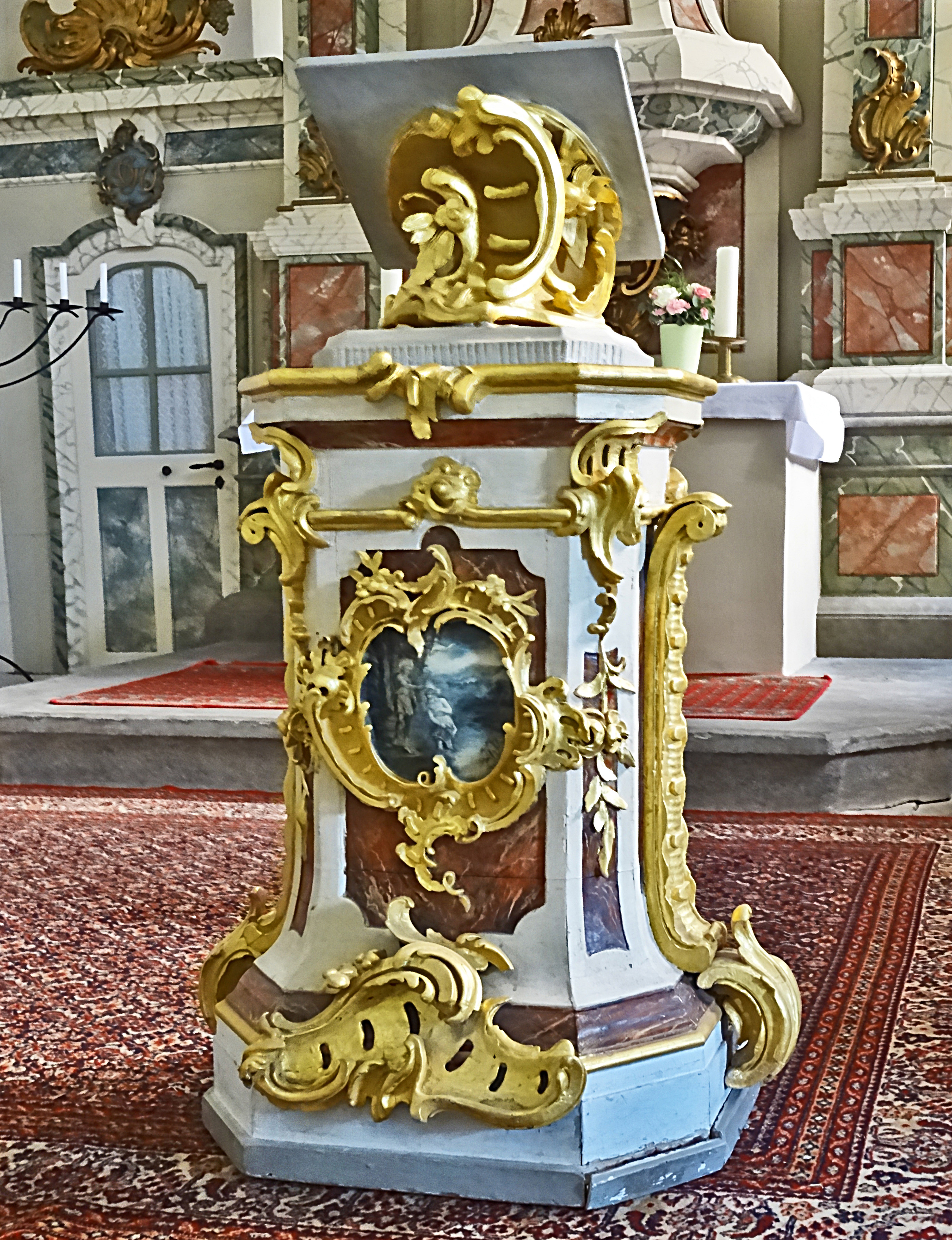
Taufstein
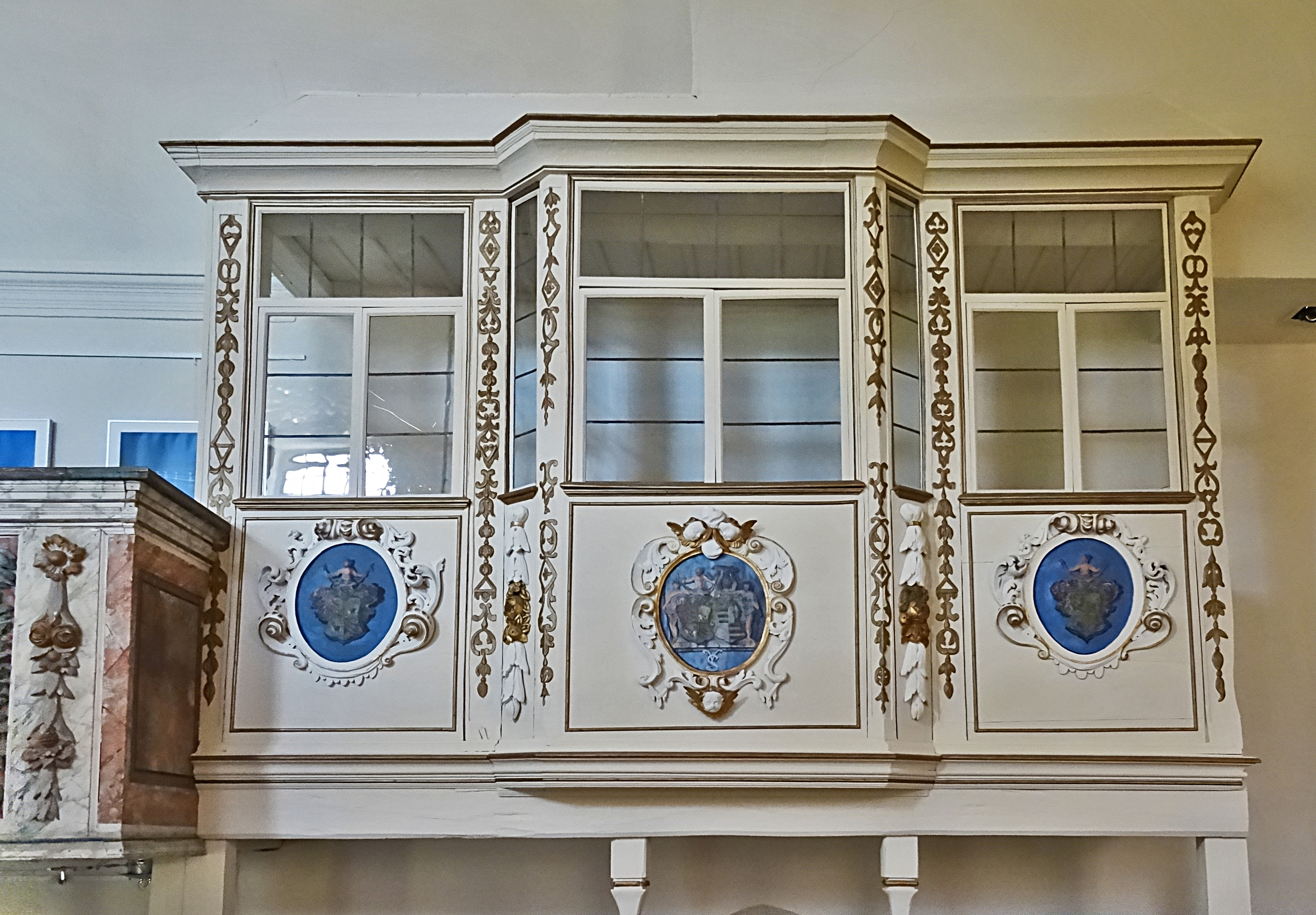
Herrschaftsloge
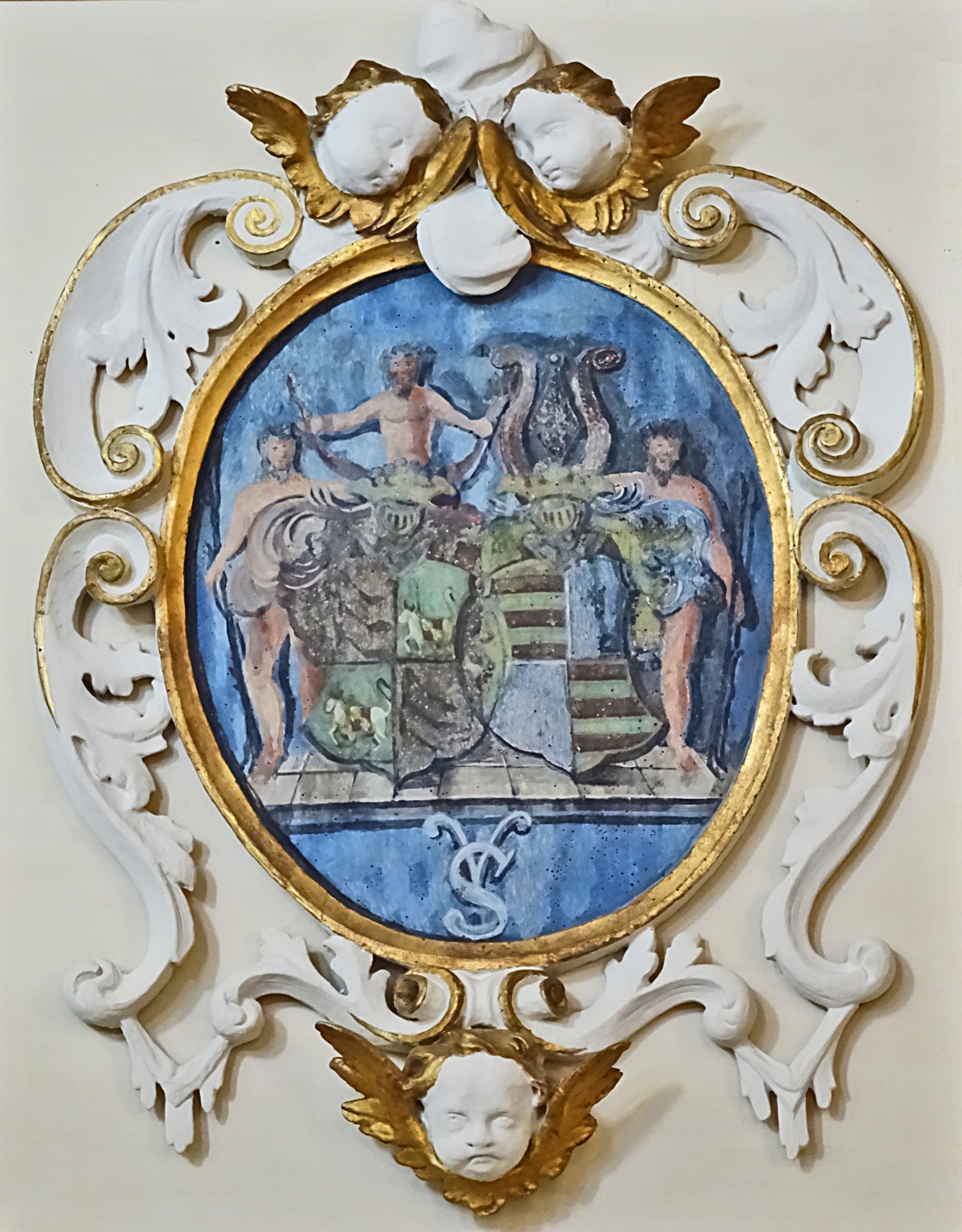
Herrschaftswappen
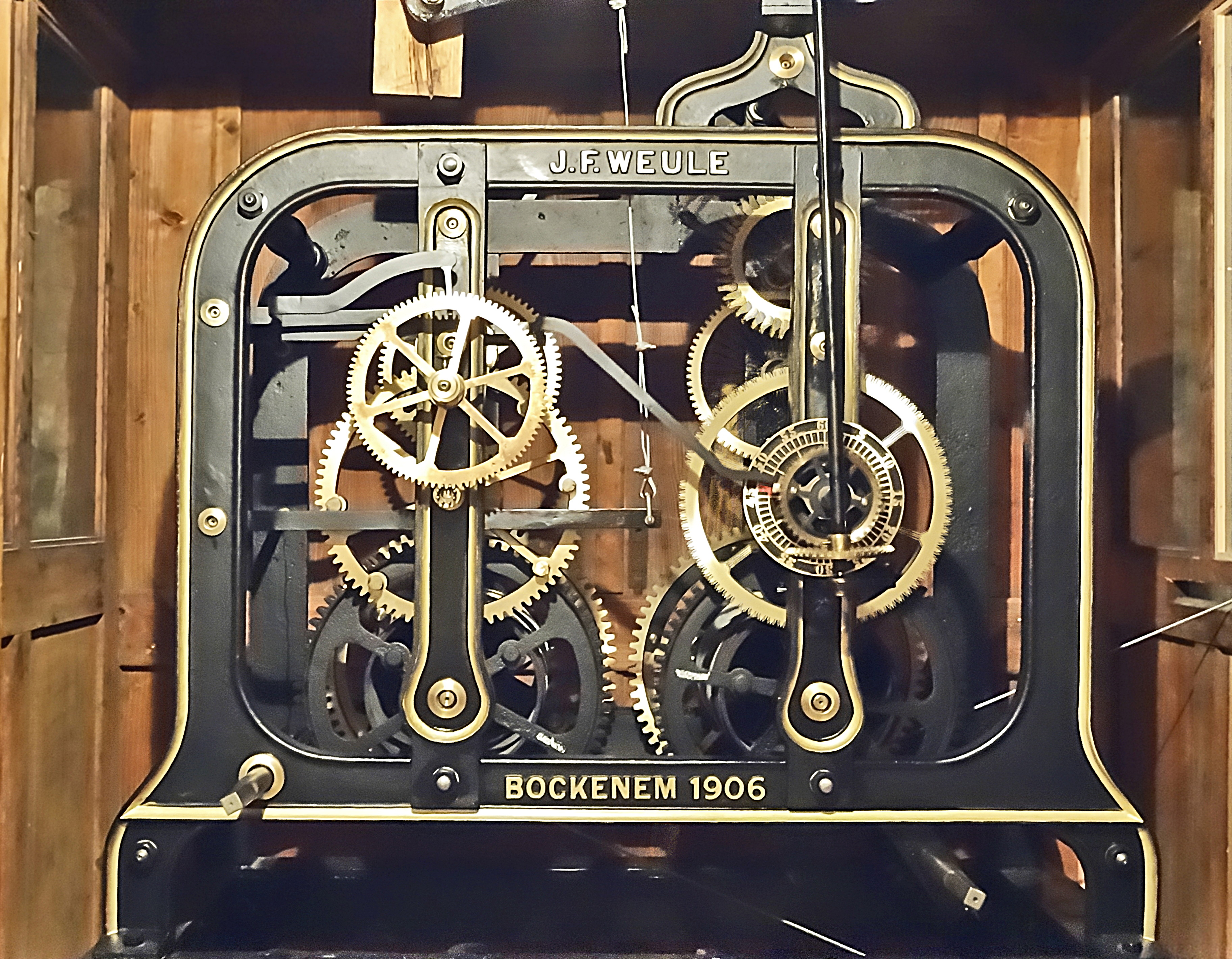
Turmuhrwerk

## Orgel

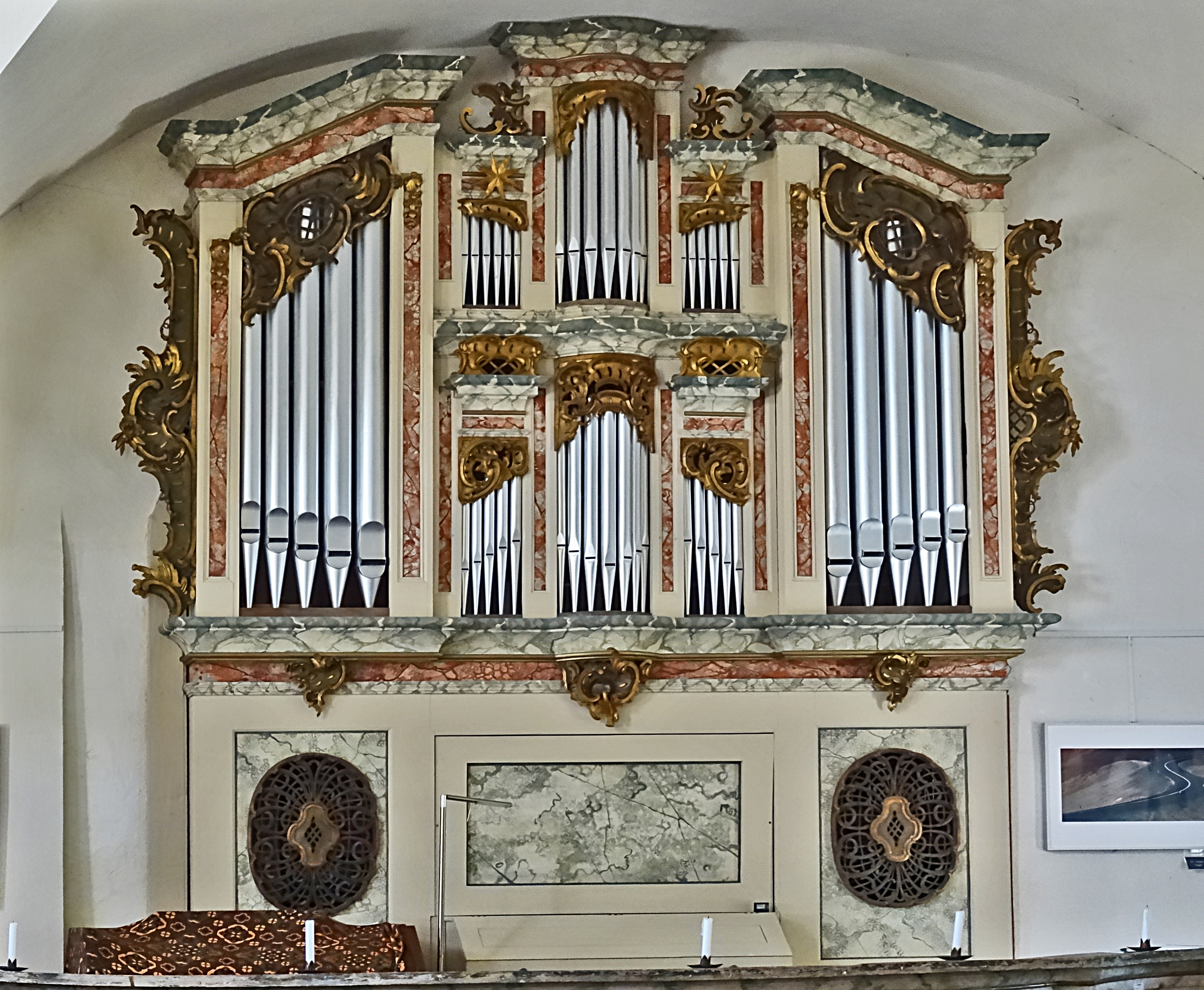
Gerhard-Rühlmann-Orgel

Die 2017 sanierte Orgel stammt aus dem Jahr 1923 und wurde von Wilhelm Rühlmann jun. gebaut. Hinter dem barocken Prospekt von Justin Ehrenfried Gerhard (1755) vereinen sich vier Register auf einem Manual und Pedal.

## Glocken
Heute trägt der Kirchturm zu St. Michael noch eine Glocke, die im Nominal c″ erklingt. Sie wurde 1926 durch Franz Schilling & Söhne gegossen und hängt an einem gekröpften Stahljoch. Sie ist ausschließlich von Hand zu läuten. 

## Kirchhof
An der Kirche und auf dem alten Friedhof befinden sich viele Grabmäler im Stil des Barock aus dem 17. und 18. Jahrhundert (vor allem Pastorengräber). Bemerkenswert ist das Grabdenkmal der 1729 aus Eifersucht erschossenen Pastorentochter Christiana Hänschkel, vermutlich eine Arbeit des Merseburger Bildhauers Johann Christian Trothe.

## Sanierungsmaßnahmen
Im März 2007 wurde ein Förderverein gegründet (Förderverein St.-Michaelis-Kirche Raßnitz-Weßmar e.V.), der sich für die denkmalgerechte Restaurierung der Kirche einsetzt. In den folgenden Jahren wurden 2008/2009 der Turm, 2010 das Gewölbe, 2012 bis 2014 die Außenfassade und die farbigen Fenster, 2015 bis 2017 das Orgelprospekt sowie 2018 der Kanzelaltar saniert. Des Weiteren wurden die Sandstein-Skulpturen des Vorbaus nachgebaut und auf den Giebel wieder aufgesetzt.